# داغ ننگ (فیلم ۱۹۹۵)
داغ ننگ (به انگلیسی: The Scarlet Letter) یک فیلم درام رمانتیک است که در سال ۱۹۹۵ منتشر شد. این فیلم اقتباسی آزاد از رمانِ داغ ننگ اثر ناتانیل هاوثورن بود که از خط اصلی آن خارج شد. در سال ۱۹۹۵، این فیلم نامزد دریافت ۷ جایزه تمشک طلایی شد که از آن میان برنده جایزهٔ «بدترین بازسازی یا اقتباس سینمایی» گردید.

## بازیگران
- دمی مور
- گری الدمن
- رابرت دووال
- ادوارد هاردویک
- جوآن پلورایت
- ایمی رایت
- فرانسی سوئیفت
- تیم وودوارد